# Tunong Tanjong
Tunong Tanjong is een bestuurslaag in het regentschap Pidie van de provincie Atjeh, Indonesië. Tunong Tanjong telt 257 inwoners (volkstelling 2010).